# Simeulue
A ilha Simeulue (em indonésio:  Pulau Simeulue, em achém:  Pulo Simeuluë, em javanês:  Pulo Simeulue) é uma ilha da Indonésia, 150 km a oeste de Samatra. A principal localidade é Sinabang.
Simeulue já fez parte da regência de Aceh Ocidental mas foi separada em 1999 e tornou-se a regência de Simeulue. 
Simeulue fica perto do epicentro do sismo de 26 de dezembro de 2004, de magnitude 9,3. Em 28 de março de 2005, ocorreu outro sismo, de magnitude 8,7, com epicentro perto da ponta sul de Simeulue Durante o sismo, Simeulue aumentou pelo menos dois metros na sua costa ocidental, o que deixou a parte superior plana dos seus recifes de coral por cima da maré alta deixando-a seca e morta. Na costa oriental, a terra ficou submersa, e a água do mar inundou campos e localidades.

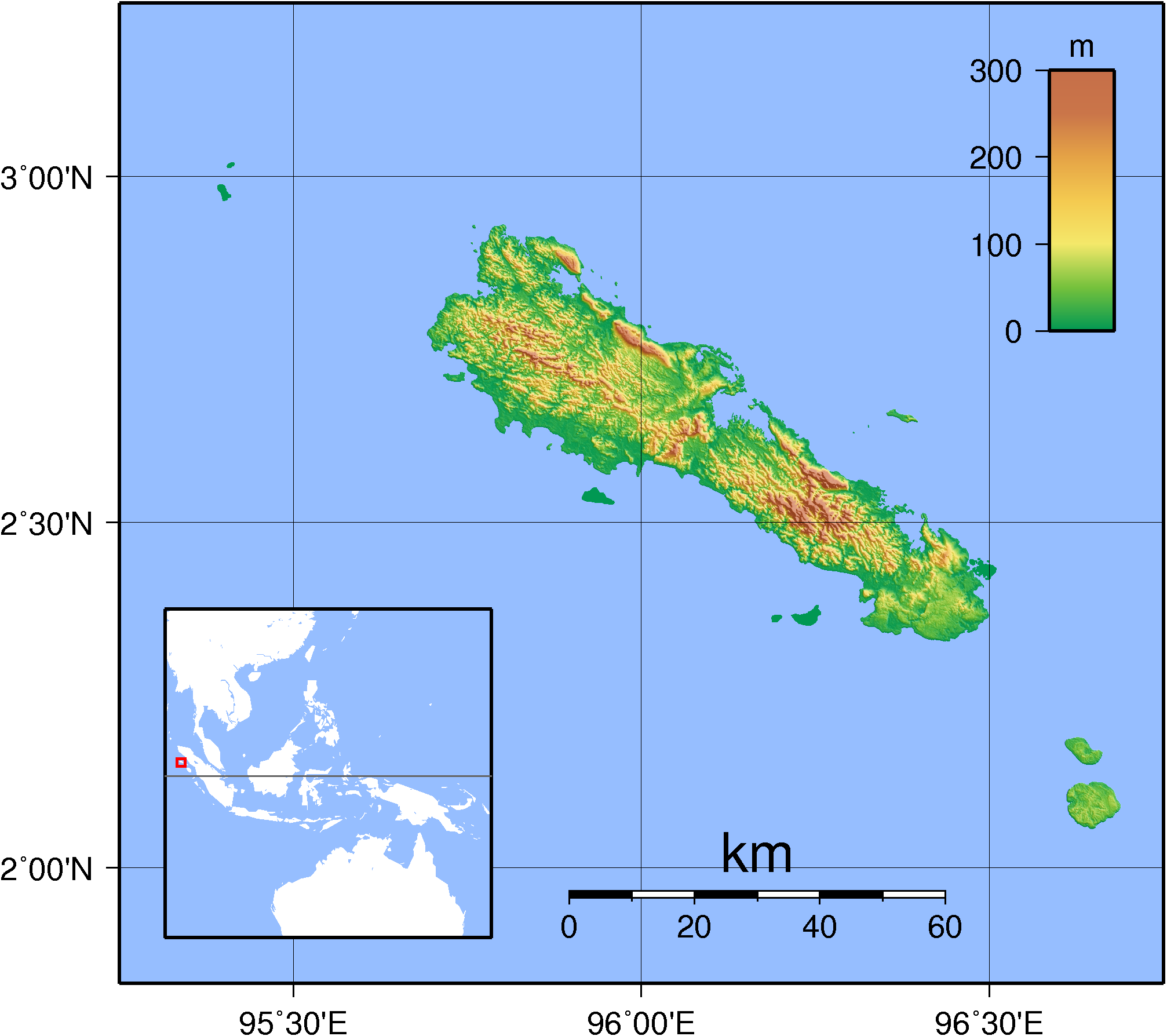
Mapa topográfico de Simeulue

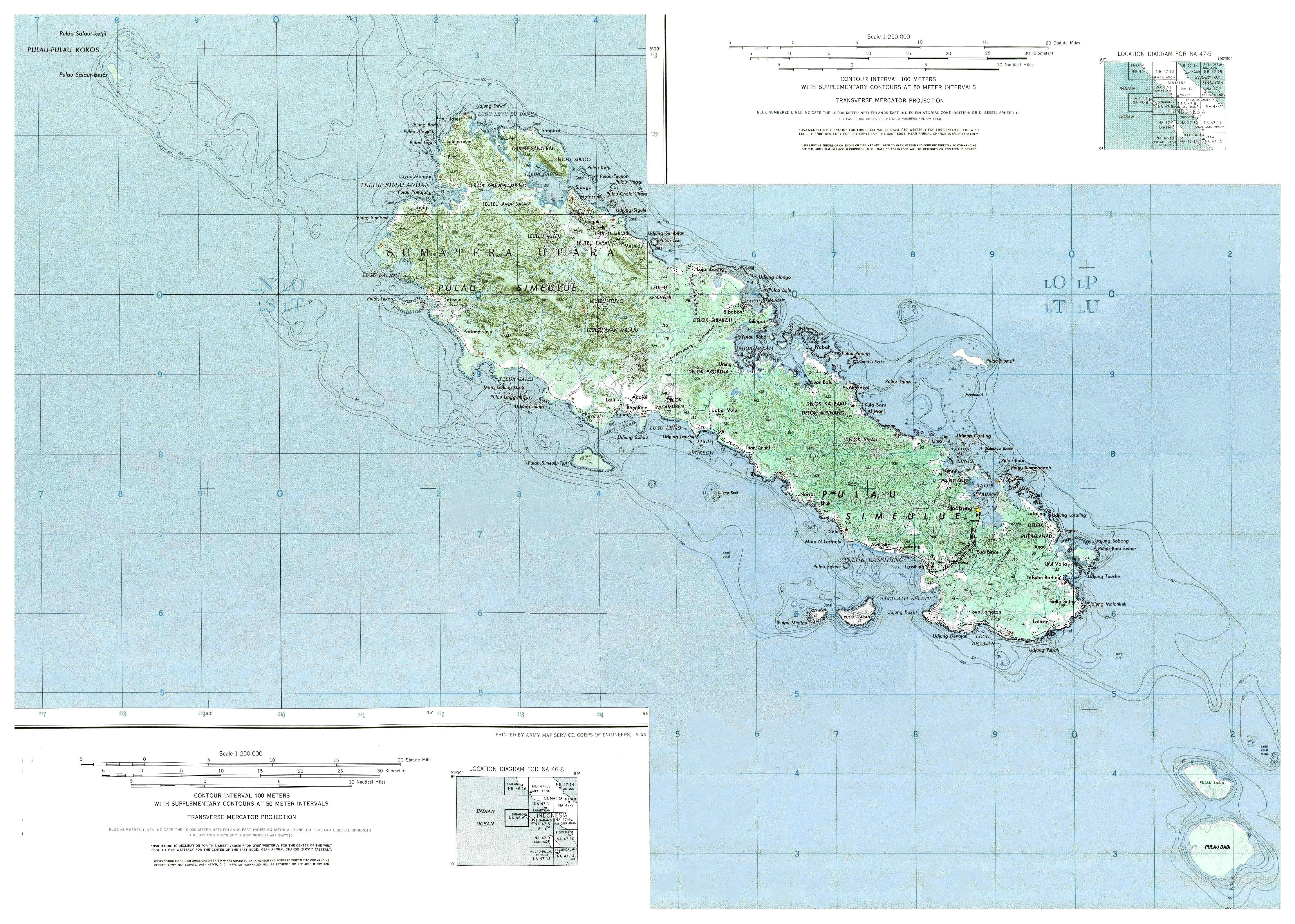
Mapa de Simeulue